# 有穷氏
有穷氏或有穹是夏代的一个东夷部落，其地约在今山东西部，以善射闻名。
夏天子太康昏庸，有穷氏領袖后羿奪其政權，史称“太康失国”。後來后羿取代了夏天子相安，自己做了天子。
不久，有穷氏的宰相寒浞（浞，音zhuó；ㄓㄨㄛˊ ）又謀殺后羿而篡位。
相安兒子少康，在有虞氏、有鬲氏等諸侯的帮助下，滅除了寒浞，恢復了政權，史称“少康中兴”。

## 历史
在帝喾时代之前，世代为射正。帝喾时，被赐以彤弓素矰，封在锄，为帝司射。夏后太康时，其首领是羿，又称后羿、夷羿，擅长射箭，有“后羿射日”的传说。
当时，夏国势衰落，后羿率部落从锄迁至穷石，利用夏部落内部纷争，推翻了太康，史称“太康失国”、“后羿代夏”。
但是后羿依仗自己武力强大，终日射猎，疏远了武罗、伯困、熊髡、尨圉等重臣，而任用被伯明氏后寒放逐的寒浞为相。
寒浞借机笼络朝野上下，蒙蔽后羿，最终在桃梧杀死了后羿。并且残忍地把后羿煮熟了给后羿的儿子吃。后羿子不忍吃，也被杀死在穷门。而大臣靡，也逃到了有鬲氏。寒浞霸占了后羿的后宫，生子浇和豷。寒浞继续剪除夏部落的残余势力。派浇率军队灭了夏的同姓部落斟灌氏和斟寻氏，杀死了流亡的夏后相，并让浇驻守过地、豷驻守戈地。
相的夫人后缗投奔了自己的娘家部落有仍氏，生下了遗腹子少康。少康长大后，成为有仍氏牧正。浇听说后，派椒到有仍氏追索少康。少康又逃奔有虞氏，成为有虞氏庖正。有虞氏首领虞思器重少康，将二姚嫁给他，并将他安置在诸纶。少康逐渐收罗夏部落残余，并施计，派女艾到浇处卧底，派季杼去诱骗豷。同时夏遗臣伯靡也在有鬲氏收罗斟灌氏和斟寻氏残余，逐渐强大，并最终灭了寒浞。后来，少康又灭浇于过，基本恢复了夏部落的势力，史称“少康中兴”。之后，夏后杼又灭豷于戈，最终灭亡了有穷氏。

## 相關
- 后羿